# وانرآپ، استرالیای غربی
وانرآپ (به انگلیسی: Wonnerup) یک شهرک در استرالیا است که در استرالیای غربی واقع شده‌است.